# Volker Grassmuck
Volker Grassmuck (nascido 1961 em Hanôver) é um sociólogo alemão e pesquisador de mídias.

## Biografia
Volker Grassmuck foi professor visitante em Herschelschool em Hanôver e passou um ano em Ridgewood High, em New Jersey, e concluiu seu Abitur novamente em Herschelschool em 1980.